# Autonomía (película)
"Autonomía" es una película juvenil boliviana realizada por Imagen en Movimiento, cuya historia se trata sobre la autonomía universitaria y la lucha de estudiantes por defenderla.

## Sinopsis
El gobierno quiere retirar la autonomía de las universidades. Al mismo tiempo, la Universidad Autónoma Gabriel René Moreno está en pleno proceso de elecciones a la F.U.L. (Federación Universitaria Local, máximo órgano de representación estudiantil). Uno de los frentes postulantes es liderado por Karen, quien trata de concienciar a sus compañeros de la importancia de defender la autonomía. Entre esos compañeros, se encuentra Marcelo, que no se interesa por el tema, pero se enamora de Karen y la sigue, aunque ella no le corresponda. Para conseguir su objetivo, los universitarios serán guiados por el carismático Profesor Ayala y tendrán que luchar contra Miguel, un estudiante apadrinado por un corrupto dirigente político, que intenta eliminar la autonomía y a los que la defienden.

## Reparto
| Actor/Actriz           | Personaje     |
| ---------------------- | ------------- |
| Sandra Elías           | Karen         |
| Sergio Reyes Ortiz     | Marcelo       |
| Elías Serrano          | Ayala         |
| René Eduardo           | Miguel        |
| Arturo Lora            | Lozano        |
| Agustín Saavedra       | Víctor        |
| Yenia Justiniano       | Elena         |
| Amy Gil                | Rosario       |
| Porfirio Azogue        | Héctor        |
| Aidé Ulunque           | Mónica        |
| Elizabeth Vargas       | Giovanna      |
| Carla Ferrufino        | Natalia       |
| Cristian Beltrán       | Ramiro        |
| Mario Chávez           | Jorge         |
| Mauricio Eid           | Alberto       |
| Yovinca Arredondo      | Susana        |
| Johana Velasco         | Patricia      |
| Olivia Gutiérrez       | Cecilia       |
| Luis Fernando Sandóval | Wálter        |
| Edgar Ruiz Mendizábal  | Rector        |
| Judith Suárez          | Isabel        |
| Yerko Montenegro       | Nelson        |
| Claudia Peña           | Cartomancista |
| Junior Zambrana        | Francisco     |
| Nelson Serrano         | Ayala (joven) |
| Vithya Zubieta         | Presentadora  |
| Pamela Moreno          | Reportera     |

## Elementos de la película

### Perfil de los personajes
- César Salvador Ayala - Es un profesor que ha sido dirigente estudiantil en los años negros de la dictadura. Hoy impulsa a los estudiantes a salir a las calles y él mismo sale al frente en las manifestaciones. Su carisma hace sus cátedras muy intresantes y en ese sentido él juega un importantísimo rol en la concienciación de los universitarios. Ayala lucha también contra sus propios fantasmas y guarda un secreto que sabe que deberá revelar algún día.

- Susana Medina - Es una estudiante que forma parte del frente F.U.R.I.A, el cual es liderado por Miguel Ángel Ortiz. Ella es su brazo derecho, la parte cerebral del grupo, a quien cabe pensar en las estrategias y las maneras de conseguir votos fácilmente. Astuta, decidida e inescrupulosa, juega un papel importante en la toma de decisiones y sabe cómo manipular a las masas en la búsqueda de sus objetivos.

- Alberto - Es un vago y completa el trío formado por Ramiro y Jorge. Sus principales distracciones son jugar cartas en el Café de la Universidad e ir a beber en la chopería. El estudio definitivamente no es una prioridad para él.

- Isabel - es la dedicada esposa del profesor Salvador Ayala. Se han conocido y casado en Sucre, ciudad en la que él vivía antes de trasladarse a Santa Cruz. Ella conoce muy bien el pasado complicado y lleno de sufrimiento de su marido y lo apoya en su lucha por la defensa de la autonomía.

- Giovanna es la mayor colaboradora de Karen en NUEVA-U. Es una estudiante protagónica en el frente, pues siempre está en todas las actividades, tomando apuntes, dando ideas y participando de forma activa.